# Судбина (ТВ серија из 2014)
Судбина (тур. Kaderimin yazıldığı gün) турска је телевизијска серија, снимана 2014. и 2015.
У Србији је 2017. приказана на телевизији Прва.

## Радња
Прича почиње када Дефне сазнаје да је Кахраман био у вези с једном девојком и након свађе са њим доживи саобраћајну несрећу у којој изгуби дете, али и могућност да поново постане мајка. У исто време, Максут прати Елиф и говори јој да ће је оженити, а она му одговора да прихвати чињеницу да се то никада неће десити јер га она не воли.
После 7 година, Кахраман и Дефне доживе непријатност на породичном ручку када његова мајка пребаци Дефне што им не може подарити унука и наследника лозе. Кахраман моли родитеље да више не спомињу децу и да је већ време да прихвате ситуацију у којој се Дефне налази. Дефне и Кахраман шетају породичним плантажама нара, а она упознаје једну од радница по имену Елиф. Елифин отац Дурмуш жели да натера ћерку да се уда за Максута. Дефне разговара са пријатељицом Емине која јој помиње сурогат мајчинство као решење за њен проблем.
Након што Дурмуш покуша да убије Елиф, јер не жели да се уда за Максута, Елифина мајка удара каменом Дурмуша и убија га. По доласку у Истанбул Елифину мајку одводе у затвор, а сестра јој завршава у болници. Елиф тражи помоћ од Халила, а Кахраманова мајка Кијмет одлучује да јој помогне и плати све трошкове најбољих адвоката и лекара, но све у замену за то да она пристане да роди дете Кахраману и Дефне.

## Сезоне
| Сезона | Сезона | Број епизода (н / и)            | Приказивање у Турској                      | Приказивање у Србији                        |
| ------ | ------ | ------------------------------- | ------------------------------------------ | ------------------------------------------- |
|        | 1      | 34 / 103 (1 — 34) / (1 — 103)   | 14. октобар 2014 — 16. јун 2015. ()        | 3. април 2017 — 4. август 2017. (Прва)      |
|        | 2      | 16 / 45 (35 — 50) / (104 — 148) | 15. септембар 2015 — 29. децембар 2015. () | 4. август 2017 — 22. септембар 2017. (Прва) |

## Улоге
| Глумац:                   | Улога:                                       |
| ------------------------- | -------------------------------------------- |
| Озџан Дениз               | Кахраман Јорукхан                            |
| Хатиџе Шендил Сагјашар    | Елиф Доган Јорукхан Зејнеп Чакир Каракојунлу |
| Бегум Кутук Јашароглу     | Дефне Башер                                  |
| Хајле Сојгази             | Невал                                        |
| Гурбеј Илери              | Керем Сертер                                 |
| Метин Чекмез              | Зија Јорукхан                                |
| Гул Онат                  | Кијмет Јорукхан                              |
| Гонџагул Сунар            | Шукран Јорукхан                              |
| Хакан Меричлилер          | Јакуп Јорукхан                               |
| Ајшенур Озкан             | Џанан Јорукхан                               |
| Алмила Ада                | Нехир Јорукхан                               |
| Салих Демир Урал          | Топрак Јорукхан                              |
| Армин Ментеш Алија Ментеш | Еџе Јорукхан                                 |
| Кемал Коџатурк            | Месут Башер                                  |
| Берин Арисој              | Мерјем Јорукхан Сертер                       |
| Анил Алтан                | Селим Ондер                                  |
| Сердер Озер               | Максут Каракојунлу                           |
| Нихан Балијали            | Мелек Каракојунлу                            |
| Гунеш Хајат               | Султан Доган                                 |
| Султан Елиф Таш           | Назли Доган                                  |
| Енгин Јуксел              | Дурмуш Али Доган                             |
| Булент Дузгуноглу         | Халил                                        |
| Али Јерликаја             | Вејсел                                       |
| Бенир Дујуџу              | Гулсум                                       |
| Доганај Џирели            | Ајше                                         |
| Мехмет Боздоган           | Ибрахим                                      |
| Бурџин Бирбен             | Џелал                                        |
| Јелиз Башлангич           | Мужган                                       |
| Синан Тузџу               | Сонер Каја                                   |
| Дениз Туркали             | Садет                                        |